# Miłość to słowa dwa
Miłość to słowa dwa – singel kompozytora Piotra Rubika, promujący album  i koncert Pieśni szczęścia. Premiera singla odbyła się 21 września 2015 roku. Tekst do utworu napisał Zbigniew Książek. Piosenkę wykonują Agnieszka Przekupień i Marcin Januszkiewicz. 

## Autorstwo i wydanie
Autorem tekstu jest Zbigniew Książek, melodię skomponował Piotr Rubik a piosenkę zaśpiewali Agnieszka Przekupień i Marcin Januszkiewicz.  Kompozycja utrzymana jest w stylistyce łączącej muzykę latino, muzykę chóralną i pop.
Nagranie zostało wydane 21 września w formacie digital download przez wytwórnię Magic Records. Piosenka promuje album Pieśni szczęścia, który został wydany 20 listopada 2015 roku.

## Teledysk
22 września 2015 roku odbyła się premiera teledysku do piosenki w reżyserii Piotra Smoleńskiego. Materiał wideo powstawał na terenie szkoły jazdy konnej PaTaTaj we wsi Kanie. W wideoklipie poza Piotrem Rubikiem i wykonawcami występuje również dwójka uczestników programu Mali Giganci, Małgosia Kowal i Kacper Dąbkowski. W nagraniu udział wziął chór i orkiestra Filharmonii Świętokrzyskiej.

## Lista utworów
- Digital download[4]

1. „Miłość to słowa dwa” – 3:00